# 시성 (기독교)

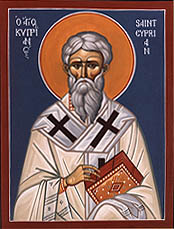
성 치프리아노의 이콘. 그는 처음으로 성인 시성 단계 고안을 주창하였다.

시성(諡聖, 라틴어: canonizatio)이란 기독교에서 순교자를 성인으로 선언하는 행위로, 그 선언에 따라 해당 인물은 성인 목록에 등재됨과 동시에 즉시 성인으로 인정받아 전 세계 교회에서 공식적으로 공경받을 수가 있다. 원래 개개인이 사후 성인으로 공경을 받으려면 어떤 특별한 절차 같은 것이 없었지만, 세월이 흐르면서 로마 가톨릭교회와 동방 정교회 양측은 각자 실정에 맞는 시성 작업을 고안해냈다.

## 역사적 발전 단계
성인으로서 처음 공경을 받은 것은 순교자들로서, 이들은 자신의 고통과 죽음을 통해 영원한 생명을 얻고 그리스도와 완전히 결합되었으며 그리스도와 지상의 교회를 중계한다고 여겨졌다.
라틴 전례 양식 미사 경문에는 성모 마리아와 함께 오직 순교자들의 이름만이 언급되며, 1962년 이후부터는 성 요셉도 언급되기 시작했다.
하지만 4세기에 접어들면서 순교만이 아니라 말과 행동을 통해 자신의 신앙을 고백한 이들도 사후 민중의 공경을 받기 시작했다. 동방의 성 힐라리온과 성 에프렘, 서방의 성 마르티노와 성 힐라리오 등이 대표적인 인물들이다. 이들의 이름은 디프티카(2연판)에 목록으로 나열되는 형식으로 새겨졌으며, 이 명단에 있는 성인들은 공개적으로 전례 중에 공경을 받았다. 또한 이들의 무덤은 순교자들의 무덤과 같은 영광을 받았다. 그들이 살았던 삶은 순교자들의 삶만큼나 자세하게 알려져 있지 않았기 때문에 지역 주교의 승인을 받은 경우에만 공적으로 공경받을 수가 있었다. 이를 이따금씩 ‘지역 시성’이라고 부르곤 하였다.
이러한 승인을 받기 위해서는 보통 대중적으로 널리 알려진 순교자 같은 조건이 필요하였다. 성 옵타토는 카르타고에서 루칠라라는 이름의 한 기독교도 기혼 여성이 아직 법적으로 생전에 겪은 수난이 완전히 증명되지 않은 한 유명한 순교자의 유해에 존경의 의미로 입맞추는 행위를 하자 교회로부터 심한 질책을 받았다고 증언하였다. 성 치프리아노는 신앙을 지키다가 순교했다고 전해지는 이들을 조사할 때 최대한 성실하고 신중을 기해야 한다고 권고하였다. 그리하여 전체 교회 차원에서 순교했다고 전해진 이들에 대한 모든 조사가 대대적으로 재개되었다. 특히 그들의 신앙과 죽음의 위협을 무릅쓰게 된 동기에 대한 철저한 조사가 이루어졌는데, 이는 자격이 미달인 사람을 순교자로 인정하는 것을 방지하기 위해서였다. 순교했다고 전해진 이들의 생애에 대한 자료는 주로 그들에 대한 법정 재판 기록이나 당시 법정을 참관했던 이들의 증언을 토대로 수집되었다.
성 아우구스티노는 순교가 인정되기 위한 당시 절차에 대해 다음과 같이 증언하였다. 순교가 일어난 지역을 관할하는 주교가 최고의 엄격함을 가지고, 사실 조사를 하기 위한 표준 절차를 결정하였다. 순교자의 행적이 수도대주교나 수석주교에게 보고되면, 해당 주교는 이에 대한 철저한 조사를 실시하였으며, 조사가 끝나고 결과가 보고되면 보좌 주교들과 협의한 끝에 사망 인물이 순교자의 명칭을 부여받고 공적으로 공경받을 자격이 있는지 여부를 최종 판단을 내렸다. 공식적인 조사에 앞서 해당 인물의 거룩한 생애와 그의 전구에 의한 기적 등이 교회 당국에 보고되면, 교회에서는 이를 철저하게 조사한 후 문제 없다는 판단을 내리면 성인의 무덤 위에 제대를 설치하거나 성인의 유해 및 유품에 대한 관할권을 교회에 넘어갔다.
성인의 인정하고 그에 대한 공경을 승인하는 것은 권위 있는 것이다. 엄밀히 말하면 그러한 일은 해당 성인이 소속된 지역 교구에서만 행할 수 있지만, 해당 성인의 명성이 널리 퍼지면 이따금씩 다른 교구에서도 시성 작업을 할 수 있었다.

## 가톨릭교회
로마 가톨릭교회에서는 라틴 교회와 동방 가톨릭교회 모두 교황청에서 시성 작업을 할 수가 있다. 누군가를 시성하기 위해서는 이에 대한 필요한 근거로 그의 생애 전반에 대한 방대한 자료와 오랜 과정을 필요로 한다. 시성 요청을 받은 인물이 모범적이고 거룩한 방식으로 살다가 죽었다면 그 인물은 성인으로 여길 가치가 있다고 본다. 교회에서 성인으로 공식적으로 인정한다는 말은 곧 그 인물이 현재 하늘나라의 영광 안에 있다는 것을 의미한다. 따라서 그들은 각종 전례에서 공공연하게 그 이름이 언급될 수 있다. 대표적인 것이 바로 성인 호칭 기도이다.
가톨릭교회에서 시성은 전 세계 모든 교회의 전례에서 해당 성인을 공경하는 것을 허용하는 것을 포함한다. 만약 지역 교회 차원에서만 공경이 허용되려면 시복만이 요구된다.
중세 서유럽의 경우, 교황청은 성인 시성에 대해 보다 권위 있는 결정이 내려지도록 시성 문의 과정에 적극 개입할 것을 요구받았다. 역사적으로 993년 교황 요한 15세에 의해 주재된 아우크스부르크의 주교 성 우달리코의 시성은 로마 교구 외의 지역에서 교황에 의해 주재된 최초의 시성이다. 일부 역사학자들은 804년 교황 레오 3세에 의해 주재된 성 스비베르토의 시성이 최초라고 주장하기도 한다. 이후로 성인 시성 문제는 교황의 판결에 전적으로 의존하게 되었다. 1153년 루앙의 대주교 위그 드 보베에 의해 시성된 성 발테르는 서유럽에서 교황이 아닌 이에 의해 시성된 마지막 성인이다.

## 개신교
개신교에서 성인의 범위는 매우 제한적이며, 새로이 성인을 선언하지도 않는다.

## 같이 보기
- 시복